# Jana Bellin

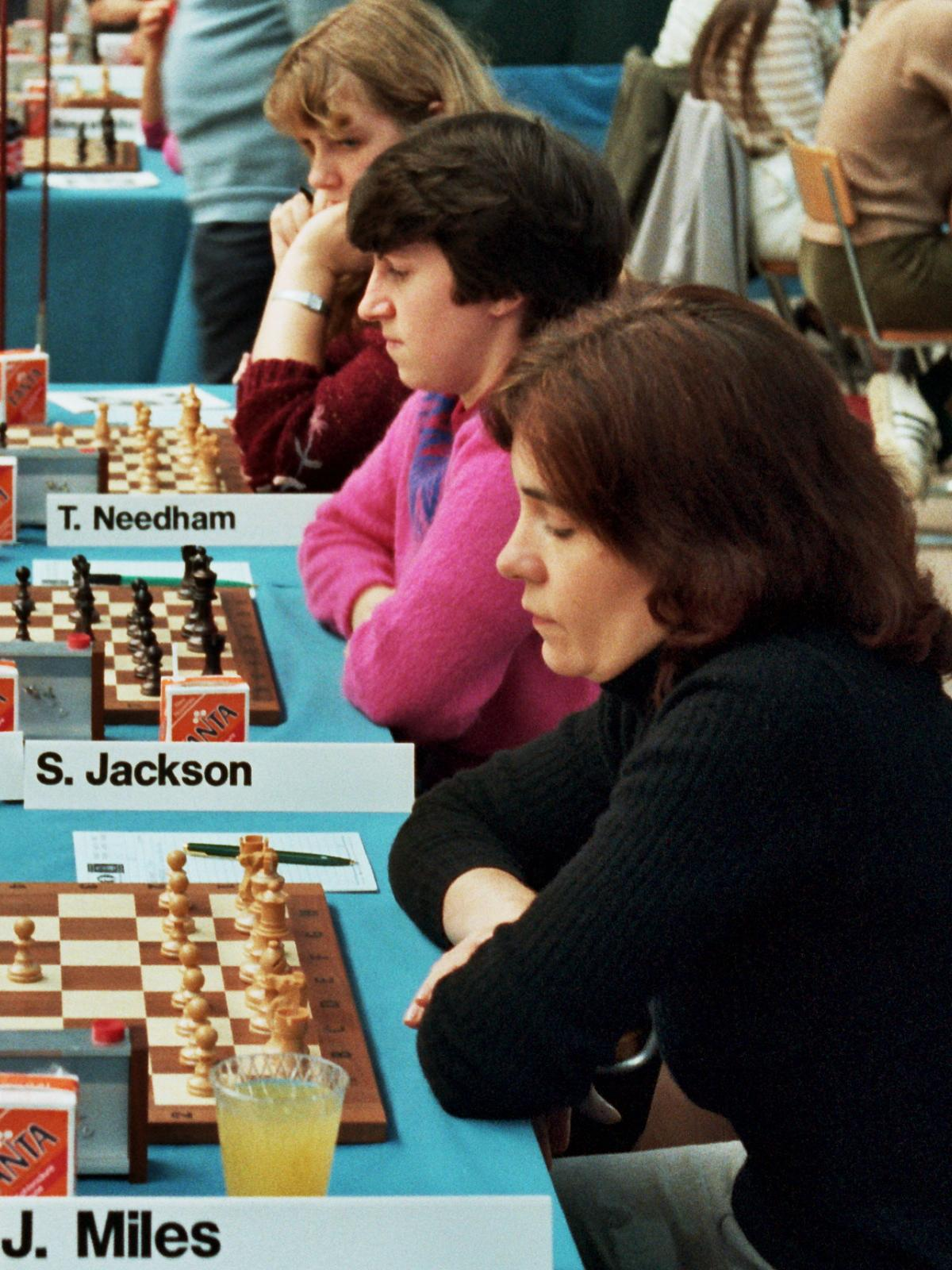
Jana Miles (Bellin) auf der Schacholympiade 1982 in Luzern

Jana Bellin (* 9. Dezember 1947 in Prag, Tschechoslowakei als Jana Malypetrová) ist eine englische Schachmeisterin tschechischer Herkunft.

## Leben
Bellin erhielt im Jahre 1969 den Titel Internationaler Meister der Frauen (WIM) und wurde 1982 Großmeister der Frauen (WGM). Zu ihren Turniererfolgen zählen die Titel der tschechoslowakischen Frauenmeisterin 1965 und 1967 sowie der britischen Frauenmeisterin der Jahre 1970, 1971, 1972, 1973, 1974, 1976, 1977 (nach Play-off) und 1979. Sie nahm an drei Interzonenturnieren der Frauen teil und belegte 1973 auf Menorca sowie 1976 in Roosendaal jeweils den sechsten Platz, 1979 in Rio de Janeiro den elften Platz.
Bellin ist promovierte Medizinerin und hat sich auf Anästhesie spezialisiert. Sie arbeitet im Bereich der Intensivmedizin am Sandwell General Hospital, West Bromwich, England.
Außerdem ist sie Vorsitzende der medizinischen Kommission der FIDE, welche die Dopingkontrolle von Schachspielern überwacht.
Jana Bellin war verheiratet mit dem Internationalen Meister William Hartston, danach mit Großmeister Tony Miles, und daraufhin mit dem Internationalen Meister Robert Bellin. Aus der Ehe mit Bellin sind zwei Söhne (* 1989 und 1991) hervorgegangen.
Sie ist Enkelin von Jan Malypetr, der zwischen 1932 und 1935 Ministerpräsident der Tschechoslowakei war.
Bellins Elo-Zahl (Stand: Oktober 2019) beträgt 2028, ihre höchste Elo-Zahl von 2340 erreichte sie im Januar und Juli 1987.

## Mannschaftsschach

### Nationalmannschaft

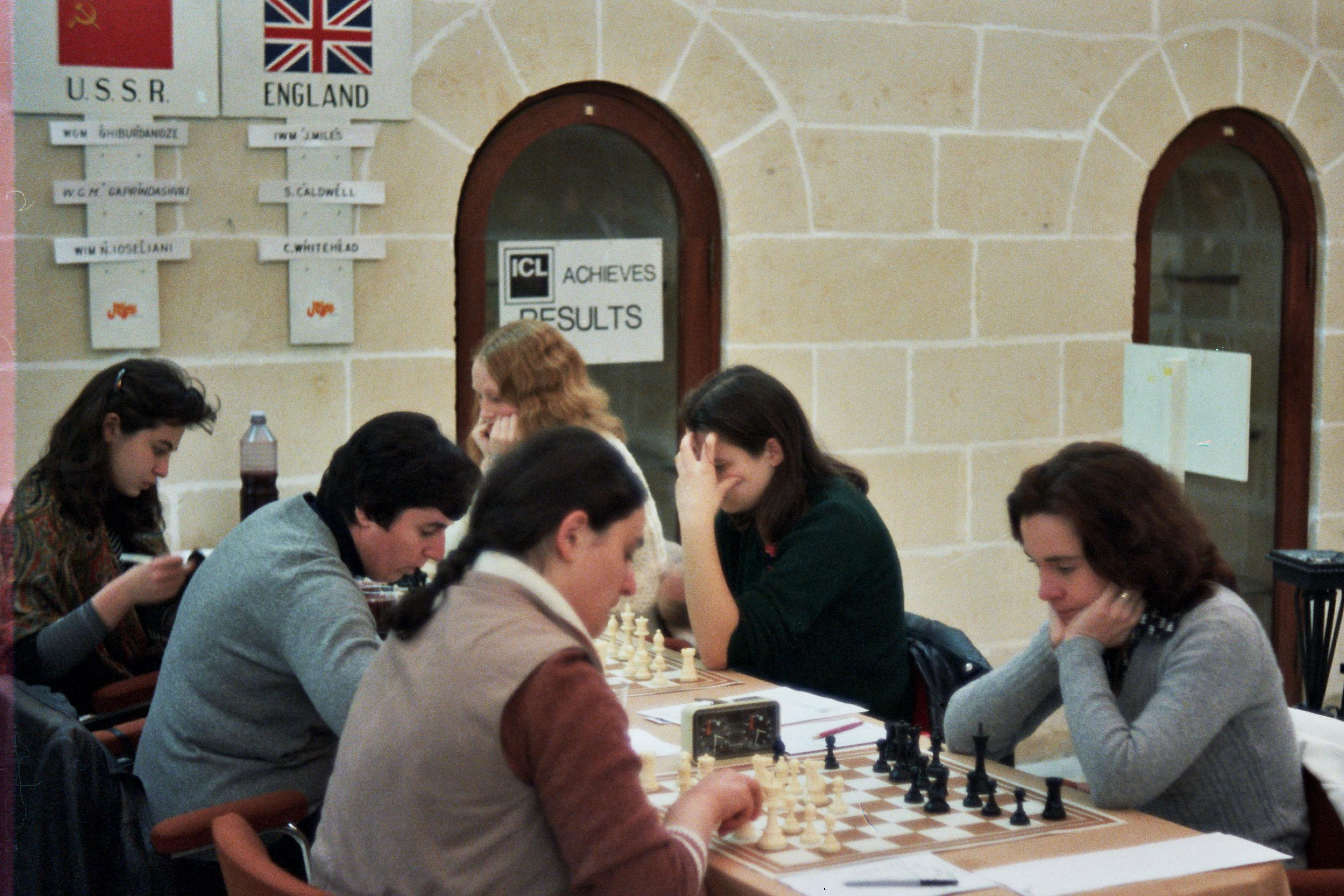
UdSSR – England (Bellin rechts), auf der Schacholympiade 1980 in Malta

Bellin beteiligte sich an 15 Schacholympiaden der Frauen, und zwar 1966 und 1969 mit der tschechoslowakischen Auswahl, 1972, 1976 bis 1996 und 2006 mit dem englischen Team. Ihre besten Ergebnisse waren ein dritter Platz 1969 und ein zweiter Platz 1976. Außerdem nahm Bellin mit England an der Mannschaftseuropameisterschaft der Frauen 1992 teil.

### Vereinsschach
In der britischen Four Nations Chess League spielte Jana Bellin von 1994 bis 1999 für die Mannschaft des British Chess Magazine, von 1999 bis 2012 und erneut in der Saison 2017/18 für The ADs (2000 bis 2002 unter dem Namen Beeson Gregory), die durch den Zusammenschluss des British Chess Magazine mit Index-IT entstanden (in der Saison 2001/02 wurde sie allerdings nur in der zweiten Mannschaft eingesetzt). 2001 gewann Bellin die 4NCL.